# Palazzo Pretorio (Arezzo)
Palazzo Pretorio – zabytkowy pałac w Arezzo, we Włoszech. 
Obiekt został zbudowany z połączenia pałaców rodzin  gwelfów: Albergotti, Lodomeri i Sassoli z XIII w. W latach 1600–1926 pomieszczenia pałacu służyły jako więzienie. Po gruntownej renowacji mieściło się w nim muzeum średniowiecza i galeria sztuki, a od 1959 jest siedzibą Biblioteka Miasta Arezzo. Na fasadzie znajdują się liczne herby burmistrzów i kapitanów: Cappelli, Alberta di Catenaia, Albizi, Altoviti, Antinori, Busini, Canigiani, Capponi, Cappelli, Carnesecchi, Catellini di Castiglioni, Corbinelli, Corsini, del Bene, Filicaia, Gianfigliazzi, del Benino, del Migliore,  Miniati,  Machiavelli, Martelli, Mazzei, Michelozzi, Minerbetti, Nerli, Nobili, Nori, Pucci, Ridolfi, Rinuccini, Rondinelli, Rondinelli, Rucella, Sacchetti, Spadari, Vernacci, Vettori, Zati, którzy rządzili w Arezzo, począwszy od pierwszej połowy XV w.

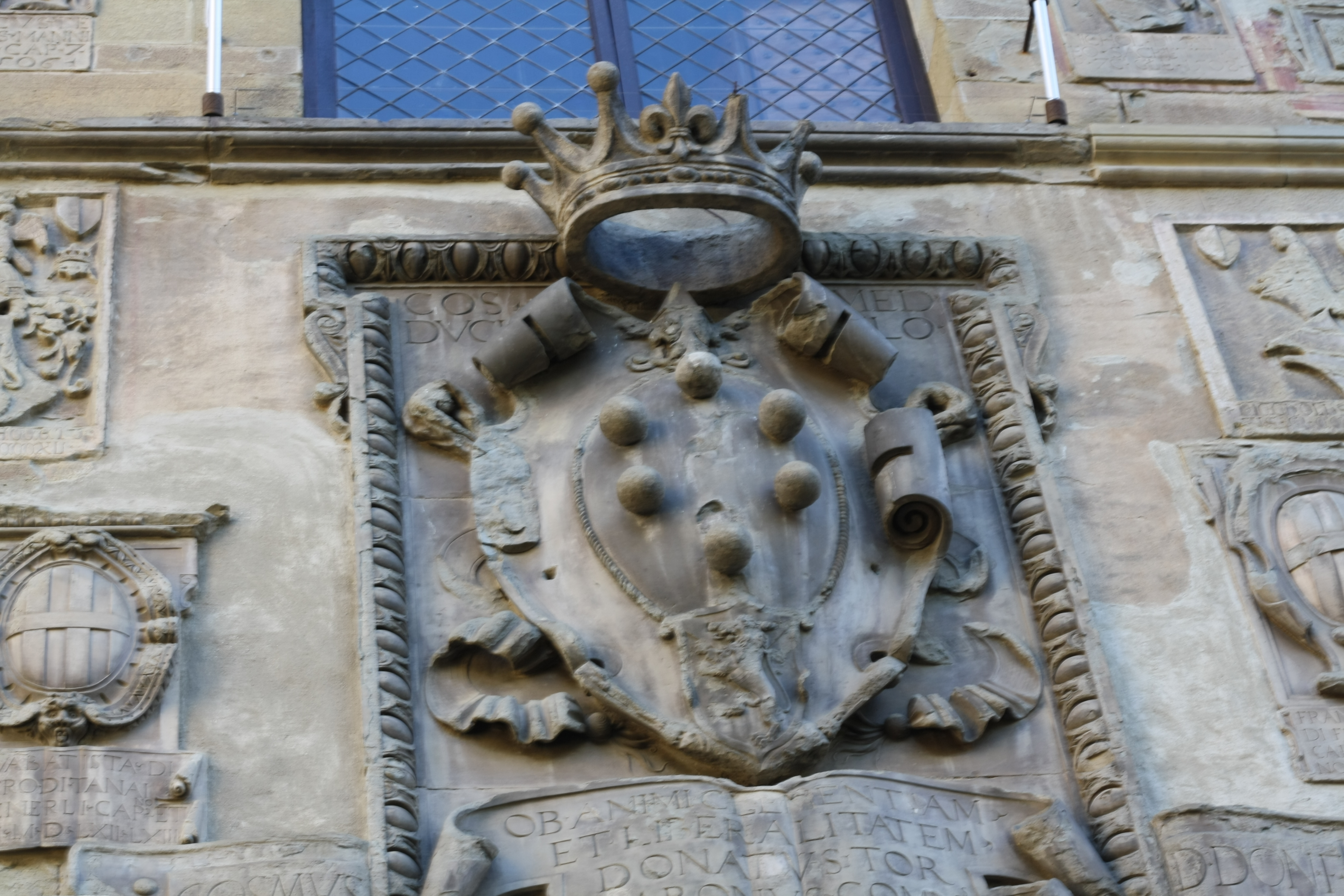
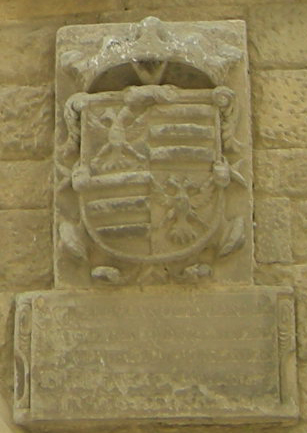
Herb Nerli (L)
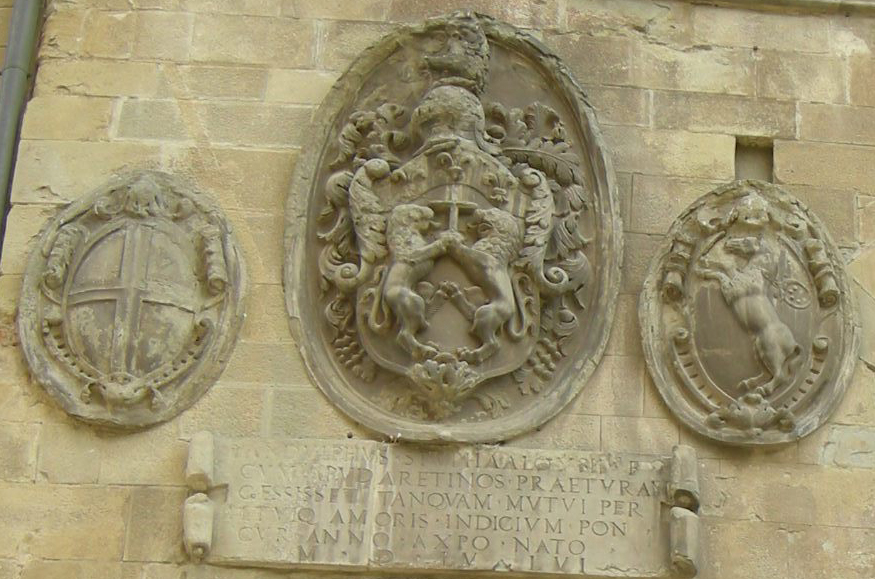
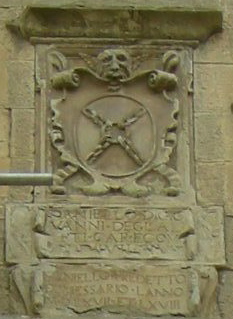
Herb Alberta di Catenaia
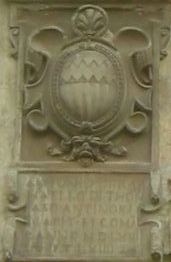
Herb Antinori
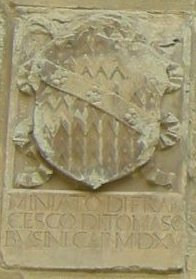
Herb Busini
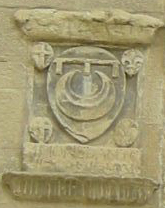
Herb Canigiani
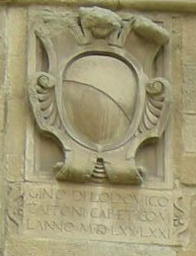
Herb Capponi
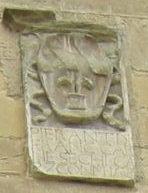
Herb Carnesecchi
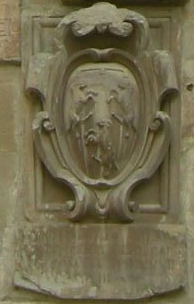
Herb Catellini di Castiglioni
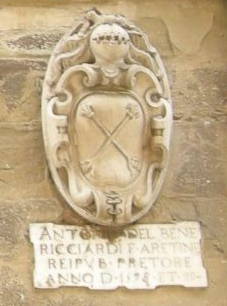
Herb del Bene
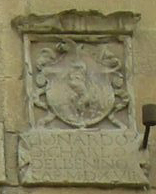
Herb del Benino
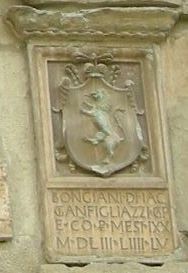
Herb Gianfigliazzi
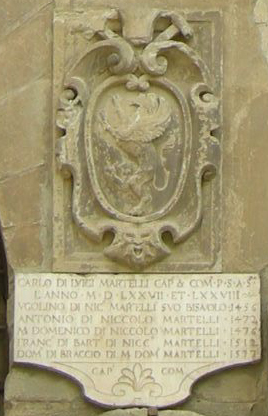
Herb Martelli
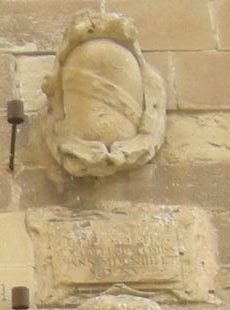
Herb Mazzei

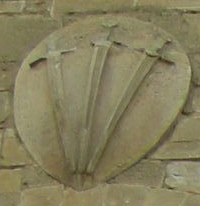
Herb Minerbetti
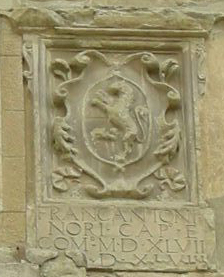
Herb Nori
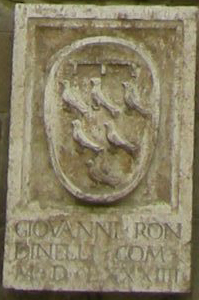
Herb Rondinelli
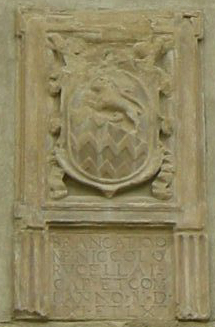
Herb Rucellai
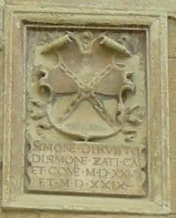
Herb Zati